# Lomandra
Lomandra is een geslacht uit de aspergefamilie. De soorten komen voornamelijk voor in Australië.

## Soorten
- Lomandra banksii
- Lomandra bracteata
- Lomandra brevis
- Lomandra brittanii
- Lomandra caespitosa
- Lomandra collina
- Lomandra confertifolia
- Lomandra cylindrica
- Lomandra densiflora
- Lomandra drummondii
- Lomandra effusa
- Lomandra elongata
- Lomandra fibrata
- Lomandra filiformis
- Lomandra fluviatilis
- Lomandra glauca
- Lomandra gracilis
- Lomandra hastilis
- Lomandra hermaphrodita
- Lomandra hystrix
- Lomandra insularis
- Lomandra integra
- Lomandra juncea
- Lomandra laxa
- Lomandra leucocephala
- Lomandra longifolia
- Lomandra maritima
- Lomandra micrantha
- Lomandra montana
- Lomandra mucronata
- Lomandra multiflora
- Lomandra nana
- Lomandra nigricans
- Lomandra nutans
- Lomandra obliqua
- Lomandra odora
- Lomandra ordii
- Lomandra patens
- Lomandra pauciflora
- Lomandra preissii
- Lomandra purpurea
- Lomandra rigida
- Lomandra rupestris
- Lomandra sericea
- Lomandra sonderi
- Lomandra sororia
- Lomandra spartea
- Lomandra spicata
- Lomandra suaveolens
- Lomandra teres
- Lomandra tropica